# Myiopharus unicolor
Myiopharus unicolor là một loài ruồi trong họ Tachinidae.